# Back River (Timbarra River)
Der Back River ist ein Fluss im Osten des australischen Bundesstaates Victoria.
Er entspringt unterhalb des Mount Bindi südlich des Alpine-Nationalparks. Von dort fließt er nach Südosten durch unbesiedeltes Gebiet über die Nunniong Plain. Dort mündet er in den Timbarra River.